# 倪暄
林倪亘 (1991年5月28日—)，藝名倪暄，臺灣女藝人、前啦啦隊員，曾為樂天女孩成員。

## 演藝生涯
學生時代時，社團老師是第一代La new Girls的Suli。原本只是客串代班，卻從此加入啦啦隊的行列。
擁有「最甜美笑容」支撐的倪暄 ，2022年受韓國BRG卡片公司邀請到韓國職棒擔任開球嘉賓，同年入圍 美國電影網站TC Candler全球百大美女前50名。

## 主持作品

### 網路節目
| 年份       | 名稱                  | 備註                                                                           |
| 2020－2022 | 《懿想天開》          | 與李懿、陳詩雅、巫苡萱、籃籃、曲羿、雅涵、林襄、林馨、冼迪琦、廖苡任共同主持。 |
| 2021－2023 | 《美味關係》          | 《懿想天開》分支節目。                                                         |
| 2021－至今 | 《跟著睿哥Chill買房》 | 助理主持。                                                                     |
| 2023－至今 | 《懿想天開》          | 與李懿、陳詩雅、巫苡萱、陳伊、陳詩援、冼迪琦、共同主持。                       |

## 廣告作品
| 年份   | 作品名稱           | 備註                           |
| 2019年 | 《光隆D618氣泡水》 | 與羚小鹿、曲羿、琳妲共同拍攝。 |
| 2022年 | 漾漾Taipei         | 甲山林集團                     |
| 2023年 | 《OK忠訓國際》     |                                |

## 活動出席
| 年份   | 活動       | 性質       | 備註 |
| 2022年 | 《時裝週》 | 台北時裝週 | 出席 |
| 2023年 | 《時裝週》 | 台北時裝週 | 出席 |

## 代言
| 年份   | 活動                              | 性質          | 備註 |
| 2023年 | 《鬥神訣 （页面存档备份，存于）》 | 遊戲角色 媽祖 |      |

## 參與節目

### 棚內節目
| 節目名稱                  | 主持人                                                 | 電視台     |
| 《全明星辯論會》          | 評審長陶晶瑩 主持人 陳子見                             | 三立綜合台 |
| 《國光幫幫忙》            | 庹宗康、張立東、風田、李玖哲、阿樂、阿倉、馬力歐、無尊 | 三立綜合台 |
| 《女神在線 Venus Online》 | 胡盈禎                                                 | 三立綜合台 |
| 《小姐不熙娣》            | 徐熙娣、助理主持：派翠克                               | 東森綜合台 |
| 《醫師好辣》              | 徐乃麟、嚴立婷                                         | 東森綜合台 |
| 《我就問 你正常嗎？》     | 沈玉琳、于美人                                         | 東森超視   |
| 《天才衝衝衝》            | 徐乃麟、曾國城、張文綺、徐凱希、籃籃、巫苡萱           | 華視主頻   |
| 《娛樂百分百》            | 黃偉晉、陳零九、賴晏駒                                 | 八大綜合台 |
| 《麻辣天后傳》            | 利菁、李懿                                             | 中天綜合台 |
| 《11點熱吵店》            | 沈玉琳、Melody                                         | TVBS歡樂台 |
| 《綜藝大熱門》            | 吳宗憲、陳漢典、Lulu                                   | 三立綜合台 |

### 外景節目
| 節目名稱       | 主持人                                                                                              | 電視台     |
| 《綜藝玩很大》 | 吳宗憲、林柏昇（KID）、黃鴻升（小鬼）、謝坤達                                                       | 三立綜合台 |
| 《綜藝3國智》  | 納豆，王少偉，李易，張立東，瑪麗，花花，鯰魚哥 風田，哈孝遠，威廉，大元 (Popu Lady)，黃豪平（關主） | 台視主頻   |
| 《飢餓遊戲》   | 孫協志、王仁甫、許孟哲、蔡黃汝、吳函峮                                                              | 中視主頻   |

## 啦啦隊經歷

### 職棒啦啦隊
| 年份       | 隊伍名稱      | 備註                                                           |
| 2012－2020 | LamiGirls     | 中華職棒Lamigo桃猿啦啦隊 2015－2017年擔任副隊長 2018年擔任隊長 |
| 2020－2022 | Rakuten Girls | 中華職棒樂天桃猿啦啦隊                                         |

### 職籃啦啦隊
| 年份       | 隊伍名稱         | 備註                 |
| 2020－2021 | 桃園領航猿啦啦隊 | 桃園領航猿專屬啦啦隊 |

## 音樂作品
| 年份          | 歌名                  | 備註                    |
| 2016年7月19日 | 《獨一無二的閃爍》    | 與LamiGirls共同演出     |
| 2017年7月12日 | 《勇氣的每一秒》      | 與LamiGirls共同演出     |
| 2017年8月9日  | 《溫室開不出的花》    | 與LamiGirls共同演出     |
| 2018年11月5日 | 《Love Me More》      | 與LamiGirls共同演出     |
| 2019年8月31日 | 《Dancing Holiday》   | 與LamiGirls共同演出     |
| 2019年8月19日 | 《Dancing Queen》     | 與LamiGirls共同演出     |
| 2020年9月21日 | 《Rock You Everyday》 | 與Rakuten Girls共同演出 |
| 2021年9月10日 | 《一起勇敢》          | 與Rakuten Girls共同演出 |
| 2022年10月7日 | 《Rise Up》           | 與Rakuten Girls共同演出 |

## 演出作品

### MV
| 年份 | 名稱                 | 備註                                      |
| 2020 | 玖壹壹《LOCAL》      | 舞者 與Peggy、白白、Rakuten Girls共同演出 |
| 2022 | 古曜威《這世界的你》 | 與許采晴、許瑜、阿樂共同演出              |

## 寫真作品

### 個人寫真書
| 年份           | 書名                               | 出版社   | 攝影 | ISBN               |
| 2020年3月20日  | 《愛倪暄言》倪暄數位寫真（附影音） | 尖端出版 | 莉奈 | ISBN 3140051620049 |
| 2020年11月10日 | 《倪式暄言》倪暄寫真書             | 尖端出版 | 莉奈 | ISBN 9789571091914 |

### 個人寫真年曆
| 年份   | 品名                                | 備注 |
| 2018年 | LamiGirls2019年官方桌曆-倪暄        | 桌曆 |
| 2019年 | LamiGirls2020年官方桌曆-倪暄        | 桌曆 |
| 2022年 | 《倪想情人》 2022年樂天女孩寫真桌曆 | 桌曆 |
| 2023年 | 《ELEGANCE》 2023年樂天女孩寫真桌曆 | 桌曆 |

### 團體寫真書
| 年份   | 書名                                     | 出版社   | ISBN               |
| 2014年 | 《Lamigo秘寫真記事：LamiGirls×桃猿男兒》 | 台灣角川 | ISBN 9789863258827 |

## 備註
1. ↑  前La New Girls Suli為前職棒球員許銘倢妻子
2. ↑  .   [2020-09-11]. （原始内容存档于2021-10-22）.

## 外部連結
- 倪暄 Eli的Facebook專頁
- 倪暄 Eli的Instagram帳戶
- 倪暄的X（前Twitter）